# Hypargos margaritatus
Hypargos margaritatus là một loài chim trong họ Estrildidae.